# زهر

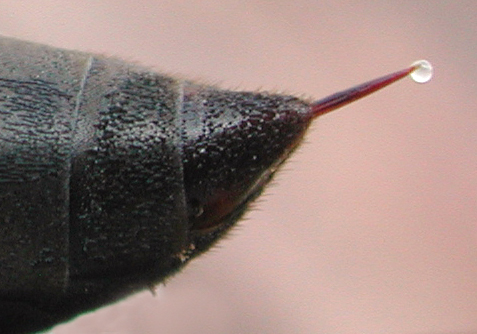
نیش زنبور بی‌عسل با چکه‌ای از زهر آن

زَهر (به انگلیسی: Venom)، نوعی سم است که در بدن جانوران ساخته می‌شود. در بافت یا غده‌ای اختصاصی در بدن جانور، تولید و ذخیره می‌شود. این غده یا بافت اغلب به دستگاه ویژه تزریق یعنی نیش و دندان متصل است. زهر ممکن است هم در جانوران شکارچی و هم در جانوران غیر شکارچی، در مهره‌داران و در بی‌مهرگان وجود داشته باشد. دست‌کم چهار نوع مکانیسم مختلف شامل بافت‌مردگی، سمیت سلولی، نوروتوکسین و میوتوکسین گونه‌های جانوری مختلف شناسایی شده‌است.
زهر نه تنها از حیوانی به حیوان دیگر متفاوت است، بلکه حتی در یک گونه نیز بسته به سن، فصل، دمای محیط و منطقه جغرافیایی و نوع تغذیه می‌تواند دچار تغییراتی شود.

## استفاده از زهر در پزشکی
استفاده از زهر در طب قدیم برای درمان بیماری‌های مختلف از جمله دردهای مفصلی، بیماری‌های عفونی، و بیماری‌های پوستی رواج داشته‌است بر اساس منابع اولین بار ۳۸۰ سال قبل از میلاد مسیح در یونان باستان از زهر برای درمان بیماری‌ها استفاده شد و در طول امپراتوری روم، شواهدی وجود دارد که از سم برای ساخت داروهایی جهت درمان تب و زخم و ساخت پادزهرها استفاده شده‌است. در این میان زهر زنبور عسل از جایگاه ویژه ای در پزشکی برخوردار است. به واقع شواهد و قرائن نشان دهنده این نکته است که بشر در قرون قبل از میلاد با درمان از طریق بهره‌گیری از زهر زنبور آشنا بوده‌است به عنوان نمونه بابلی‌ها، مصری‌ها، ایرانیان و رومی‌ها از جمله اقوامی بودند که از زهر زنبور عسل به منظور درمان امراض گوناگون استفاده می‌کردند در حقیقت می‌توان تاریخچه استفاده از این شیوه درمان را در زمان‌های بسیار قدیم و حدود ۳ هزار سال قبل از میلا د رهگیری کرد. زمانی که مصریان و یونانیان باستان از گزش زنبور زنده برای درمان بیماری‌های روماتیسمی استفاده می‌کردند. اما امروزه این شیوه درمانی به عنوان یک شاخه خاص پزشکی آلترناتیو، طیف وسیعی از بیماری‌ها را درمان می‌کند. از زهر زنبور در درمان بیماری‌هایی همچون ایم اس (MS)، نقرس، عفونت، سوختگیها، ترمیم زخمها، ورمهای مفصلی روماتیسمی، پلی آرتریت‌ها، دردهای مفصلی پراکنده و روماتیسم می‌باشند اولین مطالعه مدرن زهر در علم پزشکی در اواخر قرن نوزدهم توسط آلبرت کالمت انجام شد. این پژوهشگر در یک مطالعه زهر را به حیوانات برای تولید پادزهر تزریق کرد و پس از آن تحقیقات دیگری در این زمینه انجام شد در طب مدرن از زهر به عنوان یکی از مواد در ساخت داروهای مختلف برای بیماری‌های سرطان، التهاب مفاصل (آرتریت) و دیگر التهابات رماتیسمی استفاده می‌شود که تاکنون تحقیقات زیادی بر روی این ماده ارزشمند دارویی انجام گرفته‌است